# Lijst van dierentuinen in Frankrijk
Dit is een lijst van dierentuinen in Frankrijk.

## Actieve dierentuinen

### Auvergne-Rhône-Alpes
- Domaine des Fauves, Les Abrets en Dauphiné
- Espace Zoologique Saint-Martin la Plaine, Saint-Martin-la-Plaine
- La Ferme aux Crocodiles, Pierrelatte
- Le Pal, Saint-Pourçain-sur-Besbre
- Parc Animalier d'Auvergne, Ardes
- Parc animalier de Courzieu, Courzieu
- Parc de Merlet, Les Houches
- Parc des Oiseaux, Villars-les-Dombes
- Safari de Peaugres, Peaugres
- Zoo d'Upie, Upie
- Zoo de Lyon, Lyon

### Bourgogne-Franche-Comté
- Jardin zoologique de la Citadelle de Besançon, Besançon
- Parc de l'Auxois, Arnay-sous-Vitteaux
- Parc Polaire, Chaux-Neuve
- Touroparc Zoo, Romanèche-Thorins

### Bretagne
- Parc animalier et botanique de Branféré, Le Guerno
- Parc Zoologique & Château de la Bourbansais, Pleugueneuc
- Zoo de Pont-Scorff, Pont-Scorff
- Zooparc de Trégomeur, Trégomeur

### Centre-Val de Loire
- ZooParc de Beauval, Saint-Aignan
- Réserve zoologique de la Haute-Touche, Obterre

### Corsica
- Corsica Zoo, Olmeta-di-Tuda

### Grand Est
- La Montagne des Singes, Kintzheim
- Parc Animalier de Sainte-Croix, Sainte-Croix-aux-Mines
- Parc Zoologique d'Amnéville Amnéville
- Parc Zoologique et Botanique de Mulhouse, Mulhouse

### Hauts-de-France
- Nausicaá, Boulogne-sur-Mer
- Parc Zoologique de Fort-Mardyck, Fort-Mardijk
- Parc Zoologique de Lille, Rijsel
- Zoo d'Amiens Métropole, Amiens

### Île-de-France
- Ménagerie du Jardin des Plantes, Parijs
- Parc Zoologique de Paris, Parijs
- Parrot World, Crécy-la-Chapelle
- Terre de Singes, Lumigny-Nesles-Ormeaux
- Thoiry ZooSafari, Thoiry
- Zoo du Bois d'Attilly, Férolles-Attilly

### Normandië
- Biotropica, les jardins animaliers, Val-de-Reuil
- CERZA, Hermival-les-Vaux
- Le Parc de Clères, Clères
- Naturospace Honfleur, Honfleur
- Parc Animalier d'Écouves, Le Bouillon
- Parc Zoologique de Champrépus, Champrepus
- Zoo de Jurques, Dialan sur Chaîne

### Nouvelle-Aquitaine
- La Vallée des Singes, Romagne
- Le Parc Sauvage, La Tour-Blanche-Cercles
- Parc Animalier des Monts de Guéret Les Loups de Chabrières, Sainte-Feyre
- Parc Zoo du Reynou, Le Vigen
- Planète Crocodiles, Civaux
- Réserve Zoologique de Calviac, Calviac-en-Périgord
- Zoo d'Asson, Asson
- Zoo de Bordeaux Pessac, Pessac
- Zoo de La Palmyre, Les Mathes
- Zoo de Labenne, Labenne
- Zoo du Bassin d'Arcachon, La Teste-de-Buch
- Zoodyssée, Villiers-en-Bois

### Occitanie
- Micropolis Aveyron, Saint-Léons
- Padiparc, Padirac
- Parc Animalier Casteil, Casteil
- Parc Animalier des Angles, Les Angles
- Parc Animalier de Gramat. Gramat
- Parc Animalier des Pyrénées, Ayzac-Ost
- Parc Zoologique de Montpellier, Montpellier
- Réserve Africaine de Sigean, Sigean
- Zoo African Safari, Plaisance-du-Touch
- Zoo Parc des félins, les 3 Vallées, Montredon-Labessonnié

### Pays de la Loire
- Bioparc de Doué-la-Fontaine, Doué-la-Fontaine
- Domaine de Pescheray, Le Breil-sur-Mérize
- Natur'Zoo De Mervent, Mervent
- Planète Sauvage, Port-Saint-Père
- Spaycific Zoo, Spay
- Zoo De La Boissière Du Doré, La Boissière-du-Doré
- Zoo de La Flèche, La Flèche
- Zoo des Sables d'Olonne, Les Sables-d'Olonne

### Provence-Alpes-Côte d'Azur
- Parc Phœnix, Nice
- Parc Zoologique de la Barben, La Barben
- ZOA Parc, Sanary-sur-Mer

## Opgeheven dierentuinen
- Marineland, Antibes
- Parc de l'Orangerie, Straatsburg